# 룀 스캔들

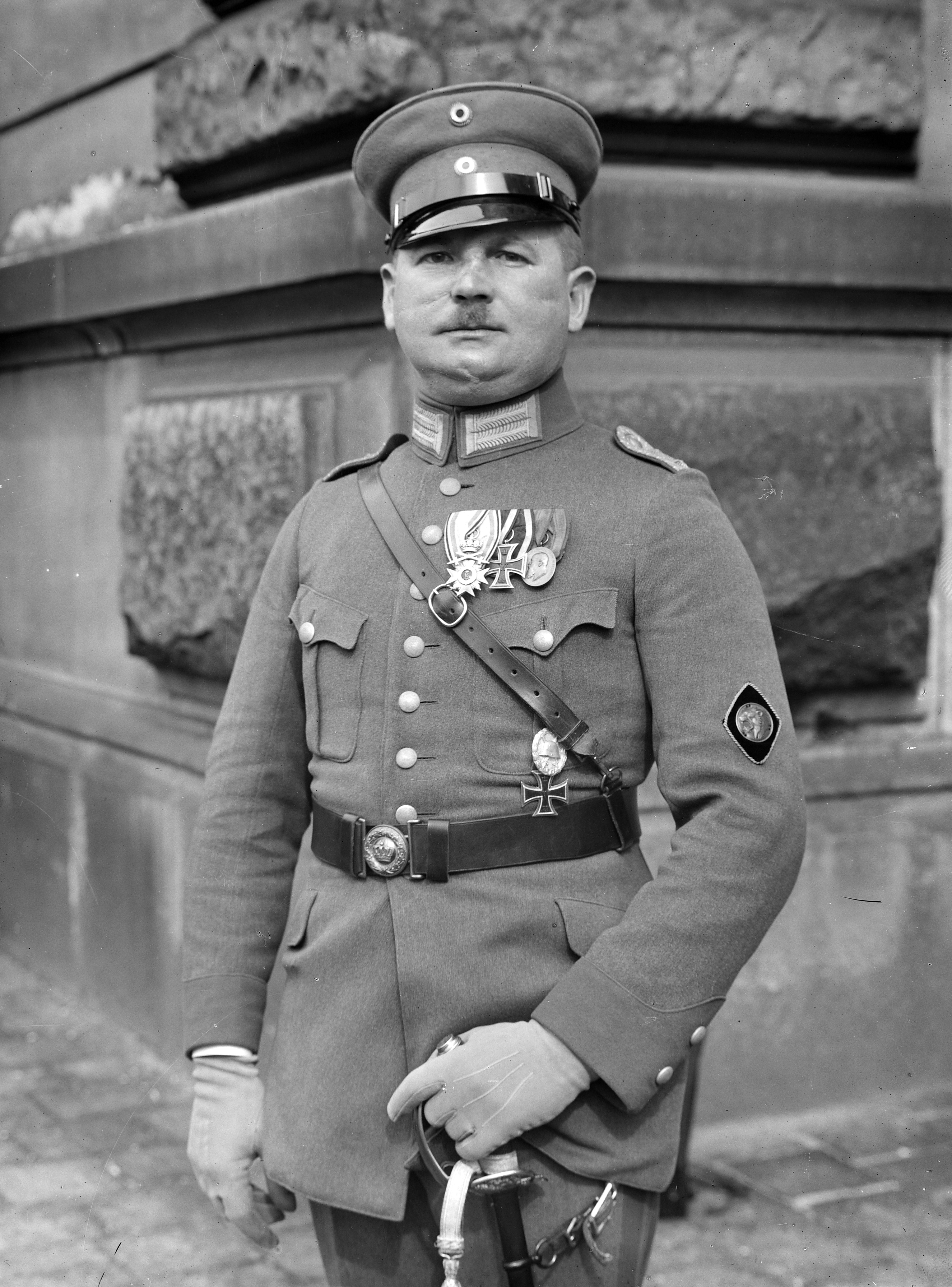
1924년의 룀의 모습

룀 스캔들은 1931년과 1932년 반(反)나치 세력이 나치 정치인으로 활동하던 에른스트 룀의 동성애적 성적 지향을 공개한 사건이다. 스캔들의 여파로 룀은 동성애자로 알려진 첫 정치인이 되었다.
룀은 나치당의 초기 당원이었으며, 당수였던 아돌프 히틀러와 막역한 사이였다. 룀은 동성애자였지만, 개인적인 삶과 정치적인 삶을 분리하려고 노력하였다. 1920년대 후반 볼리비아에서 친구인 카를귄터 하임조트와 편지를 주고받으며 자신의 성적 취향에 대해 솔직하게 털어놓았다. 룀의 이러한 이중생활은 1930년 다시 독일로 돌아와 나치당의 준군사조직인 돌격대의 참모장에 이명되면서 무너지기 시작하였다. 독일 사회민주당과 독일 공산당은 동성애를 범죄로 규정하는 독일 형법 175조의 폐지를 지지하면서도 나치를 공격하기 위해 동성애 혐오를 사용하였고, 동성애자들이 나치를 지배하는 것처럼 잘못된 정보를 퍼뜨렸다. 사민당과 공산당의 묙표는 1933년 초 일어난 나치의 권력 탈취를 막거나 지연시키는 것이었다.
1931년 4월부터 독일 사민당의 신문 뮌헤너 포스트는 돌격대의 동성애 의혹에 관한 일련의 기사를 신문의 헤드라인에 장식하였다. 사민당 지도부는 룀의 성적인 면에 대해 확실한 증거를 입수하고 가능하면 형법 175조에 의거한 유죄 판결을 내리려고 하였다. 룀은 총 5회의 재판을 받았지만 유죄 판결을 받지는 않았다. 1932년 3월 독일의 대통령 선거에서 사민당은 전 나치당원이었던 헬무트 클로츠가 편집한 소책자를 발간하였다. 이 소책자에는 일부 나치당원들이 룀 살해 모의를 하도록 하였으나, 시도는 실패로 들어갔고, 사람들이 나치에 부정적인 반응을 가지도록 하였다.
스캔들은 1932년 5월 12일 클로츠가 룀의 편지를 출판한 것에 대한 보복으로 나치 대표들에게 구타를 당하면서 국가적으로 주목 받게 되었다. 많은 독일인들은 룀의 사생활보다는 민주주의에 대한 공격이 더 중요하다고 보았다. 스캔들은 나치의 선거에 영향을 끼치지는 않았지만, 도덕적 쇄신을 하는 정당으로 내세우는 능력에는 영향을 끼쳤다. 히틀러는 스캔들 동안 룀을 변호하였으며, 룀은 히틀러에게 완전히 의존하게 되었다. 히틀러는 1934년 룀과 그의 동조자들을 동성애 및 배반 혐의로 살해하였으며, 숙청 이후 나치 독일에서는 본격적으로 동성애자들에 대한 조직적인 박해를 시작하였다.

## 배경

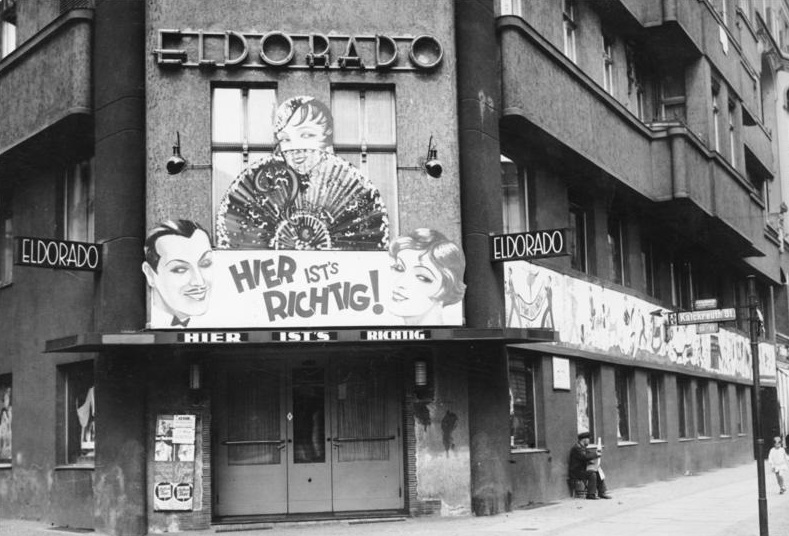
독일에서 가장 유명했던 게이 관련 시설이었던 엘도라도의 1932년 모습

에른스트 룀(독일어: Ernst Röhm, 1887년 ~ 1934년)은 초기 나치당을 이끌었던 지도자 중 한 명으로, 독일의 공산주의자들과 나치에 반하는 세력들을 공격한 준군사조직 돌격대(독일어: Sturmabteilung 슈투르맙타일룽[*], SA)의 증진을 이끌었다. 또한 후에 독일의 독재자가 되는 아돌프 히틀러의 친구였으며, 맥주 홀 반란이라고도 불리는 뮌헨 폭동에 가담하여 반역죄로 유죄 판결을 받았다. 1924년 바이마르 공화국의 입법부 하원으로 선출되어 베를린으로 거처를 옮긴 룀은 엘도라도 나이트클럽을 비롯하여 동성애자 시설에 자주 방문했다. 1929년에는 동성애자 협회였던 인권을 위한 연합(독일어: Bund für Menschenrecht 분트 퓌어 멘셴레히트[*])에 입단하면서 베를린의 동성애자 공동체에 존재를 알렸다. 룀은 자신의 성적 지향을 숨기는 것을 싫어했으며, 공식적으로 언급을 피하는 대신 성적 지향을 공개하다시피 행동했다. 1925년에는 매춘부로 고용한 남성이 돈을 갈취하였고, 룀은 경찰에 매춘부를 신고했다. 히틀러는 해당 사건에 대해 알게 되었지만, 별다른 조치를 취하지 않았다.

### 룀과 하임조트의 편지
1928년, 동성애자이자 민족주의자 의사였던 카를귄터 하임조트는 룀의 자서전 《대(大)반역자 이야기》(독일어: Die Geschichte eines Hochverräters)의 한 구절에 의문을 제기하는 편지를 부쳤다. 저서에서 룀은 보수와 부르주아적 도덕성을 비난하면서 "오늘날 사회의 가식, 기만, 위선에 대한 투쟁은 요람에서 인간들에게 놓인 추진력의 선천적 성질에서 출발점을 찾아야 할 것이다. (중략) 이 분야에서 투쟁하는 것이 성공하게 된다면, 가면은 인간 사회와 법질서의 모든 영역에서 이화(異化)되어 찢어질 수 있다."라고 적었다. 룀은 부르주아적 도덕성이 자살의 원인이라고 제시하였으나, 다른 나치당원들은 룀의 주장에 동조하지 않았다.
하임조트는 룀에게 구절을 쓴 의도가 남성 간의 성관계를 금지하는 독일 형법 175조를 비판하기 위해서인지 물었다. 룀은 이에 "당신이 나를 완전히 이해했다!"고 회신하면서 처음에는 조금 더 노골적으로 쓰고 싶었으나, 친구들의 조언에 따라 해당 구절을 수정하였다고 언급했다. 룀과 하임조트는 서로 친구가 되었으며 베를린 내 동성애자들이 만나는 장소에서 함께 시간을 보냈다. 룀은 1928년 볼리비아에 군사 고문으로 일하기 위해 이민을 갔고, 둘은 서로 편지를 주고받으며 지냈다. 둘은 동성애와 나치즘이 양립할 수 있다고 보았으며, 하임조트는 룀이 나치당을 이끌며 동성애를 받아들이길 바랐다. 룀은 편지에 자신의 성적 지향에 관해 "동성 지향적"(gleichgeschlechtlich)이라는 명확한 단어를 사용하였으며, 동시에 여성에 대한 혐오가 있다고 적었다.

### 동성애에 대한 정치적 견해
1928년, 나치당은 형법 175조에 대한 견해를 묻는 설문지에 "동성애를 생각하는 사람은 누구나 우리의 적"이라고 선언하며 배척적인 반응을 보였다. 나치의 정치인들은 동성애가 독일 국민들을 약화하기 위한 유대인의 음모라고 주장하였고, 권력을 쥐게 된다면 동성애자들을 살균시키겠다고 약속하였다. 대다수의 나치당원들은 전통적인 도덕적 신념을 견지하였으며, 동성애자인 룀과 조력자들에 참을 수 없다는 식의 반응을 보였다. 당시 동성애자임이 발각된 공무원이나 공직자들은 형법 175조에 위배되는지의 여부에 관계없이 해임되었지만, 이와는 대조적으로 돌격대는 암묵적으로 동성애자들에게 포용적인 반응을 보였다. 여기서의 관용은 SA가 지닌 남성적 이미지에 의문을 품지 않도록 신중하고도 공개적으로 밝혀지지 않는 선에서 유지되었다. 룀은 사생활과 정계에서의 생활을 분리하려고 했지만, 역사학자인 로리 마르회퍼는 "대부분의 나치는 성행위와 같은 사적 문제를 공적이고 정치적으로 받아들였다"고 언급하였다. 전기 작가 엘레너 핸콕은 "만약 룀이 조금이라도 혁명가 기질이 있었다면, 그는 국가사회주의와 독일 사회에 있는, 다른 남성을 탐하는 자신을 있는 그대로 받아들이라는 요구를 혁명적으로 받아들였을 것이다."라고 표현했다.
독일 사회민주당과 독일 공산당은 형법 175조를 폐지하는 데 찬성하였지만, 정적(政敵)의 반동성애 성향을 비난하기 위해 기회주의적으로 이용하였다. 당시 사람들은 이 접근법의 모순에 주목하였다. 나치즘의 부상에 직면한 사민당과 공산당원들은 이전에 동성애와 관련된 스캔들이었던 오일렌부르크 사건 생긴 고정관념으로 하여금 나치와 군국주의를 연관시키려는 시도를 했다. 1927년 사민당 의원들은 빌헬름 프리크가 동성애에 대한 가혹한 처벌에 대해 언급한 후 "히틀러, 만세, 만세, 만세. 만세 오일렌부르크!"라고 야유를 보냈다. 그리고 바이마르 공화국의 민주주의 옹호자들이 선택의 여지가 없다는 것을 깨달았을 때 나치의 권력 탈취를 저지하거나 지연시키기 위해 룀 스캔들을 일으켰다.

## 과정

### 룀의 독일 귀국
1930년 11월 히틀러의 요청으로 독일로 역이민을 하게된 룀은 1931년 1월 5일 돌격대의 참모장으로 임명됐다. 당시 많은 사람들은 참모장은 나치 운동에서 두 번째로 영향력 있는 직위로 생각했지만, 룀의 지위는 동성애로 인해 약화되었으며, 히틀러의 개인적 지지에만 의존하였다. 전임 참모장이었던 프란츠 폰 페퍼는 "아마도, 그가 가진 성향 때문에 (중략) 언제든지 유용하게 쓰일 수 있는 공격 지점이었기 때문이다."라고 언급하였다.
일부 돌격대원들은 룀의 임명이 돌격대가 나치당의 정치 조직으로서 종속되는 것을 공고히 하기 위한 수단으로 보면서 처음부터 반대 의견을 보냈다.  결국 룀의 동성애는 조직 개혁에는 반대하나 지도자원리에 의해 나치즘과 결별하지 않고서는 히틀러를 공개적으로 비판할 수 없는 사람들에 둘러싸이게 되었다. 2월 3일, 히틀러는 돌격대가 "고위층 딸들을 교육하기 위한 학교가 아닌 거친 전사들로 이루어진 학교"라고 얘기하며 룀에 대한 비판을 반박하였다. 히틀러는 나치당원이 나치즘의 기본원칙에 반하는 경우에만 사생활을 우려한다고 말하였다. 베를린의 돌격대 지도자 발터 슈테네스는 돌격대 지도부에 반기를 들고 자신과 자신을 따르는 추종자들은 "룀과 푸펜융겐(남성 매춘부) 밑에서는 절대 일하지 않을 것"이라고 선언하였다. 이에 히틀러는 "돌격대는 여자 기숙학교가 아니다"라며 슈테네스의 거절을 일축시켰다. 룀이 오랜 친구들을 돌격대의 주요 직책에 배치한 것에 룀을 싫어하는 사람들은 분노하였지만, 대중적인 인식과는 달리 당시 모든 이들이 동성애자였던 것은 아니며, 성적 문제보다는 충성을 인식하였기 때문에 임명된 것이었다.
1931년 2월 히틀러가 슈테네스를 베를린 돌격대 두 명의 동성애자 의심자였던 에드문트 하이네스와 카를 에른스트를 추천한 폴 슐츠로 대체하면서 룀에 대한 내부의 반발이 거세졌다. 에른스트가 나치당원이나 돌격대 소속이 아닌 룀의 친구인 폴 뢰르바인과의 친밀한 관계 때문에 승진하였다는 루머가 존재하기도 했다. 많은 베를린 내 돌격대 요원들은 임명에 동의하지 않았으며, "룀-뢰르바인-에른스트 삼국 동맹"을 언급하며 동성애 집단으로 인식되는 것을 불평하였다. 룀의 반대파들은 "베를린당 동지들의 대규모 집단이 동성애 클럽에 대한 정보를 얻고 있다"고 부정확한 사실을 주장했고, 이러한 소문이 좌파 언론에 노출된 것에 만족하였다. 6월 26일, 발터 베르크만이라는 이름의 나치당원이 에른스트와 뢰르바인이 함께 있던 베를린의 펍에서 체포되었다. 베르크만은 "여기 당의 기생충들을 봐, 이 푸펜융겐들, 당의 명성을 지옥으로 보낼 이 망할 똥꼬충들을"이라고 소리쳤다. 룀이 하임조스에게 보낸 편지 중 하나에 당이 "나의 범죄적인 별남에 익숙해졌다"고 썼지만, 마르회퍼는 이것이 "광기적인 낙관주의 또는 자기 망상"이라고 결론지었다.
룀의 이중생활은 높은 인지도와 증가하는 나치당의 인기에 직면하며 지속할 수 없게 되었다. 전보다 더 조심스럽게 행동하고, 동성애 클럽에 가는 것을 지양했다. 룀의 친구였던 피터 그라닝거는 16살에서 20살 사이의 젊은 남성을 구한 뒤 성적인 만남을 위해 자신과 카를 레온 두 모울린에카르트(독일어: Karl Leon Du Moulin-Eckart)가 함께 소유했던 아파트로 데려왔다. 1931년 4월, 뮌헨의 실직한 웨이터였던 프리츠 레이프가 그를 협박하려 했을 때 언론에 보도되었다. 1931년 초 신문에서는 동성애를 언급하기 시작했고, 나치의 선전가였던 요제프 괴벨스는 2월 27일 자신의 일기에 나치당이 "175들의 엘도라도"로 가고 있다고 적었다.

### 1931년 언론의 보도
1931년 4월 14일, 사민당의 신문 뮌헤너 포스트는 1면에 나치당에 "형법 175조의 소름끼치는 타락"에 관한 기사를 싣기 시작하였다. 첫 번째 기사는 룀과 하이네스가 돌격대의 동성애자 집단에 속해 있었고, 히틀러와 팔짱을 낀 채 걸었다는 내용으로 익명의 전 나치당원(오토 슈트라서로 추정)이 주장한 것이었다. 4월 23일에 발행된 두 번째 기사에서는 룀이 남성 매춘부와 약혼을 했다는 소식을 전했으며, 세 번째에는 히틀러가 룀의 동성애 문제에 관한 여러 보고를 묵과하였다며 공적으로는 동성애를 비난하면서도 세력 내에서는 동성애자들에 신경을 쓰지 않는다는 위선을 비난했다. 뮌헤너 포스트는 독일의 젊은이들의 룀의 동성애 때문에 위험에 처했다는 증거 없는 주장을 펼쳤으며, 돌격대의 도덕적 해체에 관해 뢰미슈(독일어: Röhmisch)라는 단어를 만들어 사용했다. 다른 사민당 및 공산당 신문들은 기사들을 재보도하였다.
일련의 기사의 주요 출처는 룀과 전 나치 당원으로 활동했던 에두아르트 마이어 사이의 편지였다. 룀은 나치 신문 푈키셔 베오바흐터의 지면을 빌려 마이어의 편지가 위조되었다고 주장하며 뮌헤너 포스트를 명예훼손으로 고소하였다. 조사 결과 마이어는 위조 혐의로 체포되었으며 재판이 열리기 전 감옥에서 스스로 목숨을 끊었다. 이후 좌파 언론들은 스캔들에 대한 보도를 줄였지만, 루머는 계속되었다. 룀의 동성애는 나치가 지도를 위해 필요한 도덕적 자질을 갖고 있지 않다는 주장의 일부로 많이 쓰였다. 1931년 9월, 사민당의 함부르크 에호는 "깨끗한 독일, 진정한 가정생활"이라는 표어의 나치 정치 포스터에 대하여 "게이(schwul) 대장 룀"이라고 언급했다.

### 룀의 재판
마이어의 최후를 본 사민당의 지도부는 형법 175조에 따라 룀의 동성애 대한 확실한 증거를 찾기로 결정하였다. 프로이센 내무부 장관 칼 제베링이 관할하던 베를린 경찰은 가끔 형법 175조의 시행을 거부했지만, 웨이터 프리츠 레이프의 증언을 토대로 룀에 대한 수사를 개시하였다. 경찰은 룀과 하임조트 사이에서 오간 편지를 압수하고 두 사람을 신문하였다. 신문에서 룀은 양성애라고 밝히고 자신이 다른 남성과 자위행위를 한 적은 있지만 형법 175조 위반 행위에는 부인하였다. 1931년 6월 6일, 룀의 재판이 열렸을 때 레이프는 자신과 친구인 호텔 직원 피터 크로닝거가 1930년 말 호텔 방에서 룀과 함께 자위행위를 했다고 증언하였다. 레이프는 이어 약속한 돈을 받지 못하자 결국 경찰에 신고했다고 밝혔다. 룀과 크로닝거는 이 사건을 부인했고, 재판은 증거 부족으로 취하됐다. 룀은 1931년과 1392년 총 다섯 차례에 걸쳐 재판을 받았지만, 검찰에서는 룀이 형법 175조를 어겼다는 증명하지 못했으며, 특히 사적인 범죄에 대한 증거를 확보하는 데 어려움을 겪었다.

### 헬무트 클로츠의 소책자 (1932년 3월)
사민당은 1932년 독일 대통령 선거에서 파울 폰 힌덴부르크에 대항하여 출마한 히틀러로 인하여 룀과 하임조트의 편지를 공개하기로 결정했다. 전 나치당의 반파시스트 언론인이었던 헬무트 클로츠는 17쪽 분량의 "룀 사건"(독일어: Der Fall Röhm)이라는 제목의 소책자를 준비하였다. 1932년 3월 초, 사민당은 소책자를 30만부가량 인쇄하여 정치인, 육군 장교, 의사, 교사, 공증인등 독일 내에서 중요한 위치에서 활동하는 독일인들에게 우편으로 보냈다. 소책자에서 클로츠는 "이 물고기는 머리에서 냄새가 난다. 부패는 NSDAP(나치당)의 지위의 깊이에 이른다"고 묘사했다. 그는 동성애를 용인하는 정당은 "사람들을 독살하고 (중략) 도덕적 힘을 파괴할 것"이며, 고대 로마의 쇠퇴와 비슷하게 독일의 쇠퇴를 초래하게 될 것이라고 주장하였다. 클로츠는 룀을 현재 지위에 남겨두고 있는 것은 "의도적으로 독일의 젊은이들을 동성애자 똘마니들로 만들게 하려는 유혹 범죄"에 나치가 연루되어 있다고 주장했다.또한 소책자 내에서 "룀의 편지를 출판함으로써, 나는 동성애자들에 대한 가치 판단을 하지 않는다"고 썼지만, 클로츠는 룀에 대한 보도가 나치와 동성애자들에 대한 증오를 불러일으킨다는 것을 신경 쓰지 않았다.
룀은 편지 배포 중단을 위해 소송을 제기했지만, 편지가 가짜라고는 주장하지 않아 법정에서 기각되었다. 법원은 편지 출판에 위법성이 없다고 판결하였다. 룀은 다른 나치당원들에게는 자신이 썼다는 사실을 인정하였다. 소책자의 배포를 중단하려는 법정 싸움은 몇 달 동안 함부르크 에호에 정기적으로 보도되었다. 사민당 신문들은 곧 클로츠의 소책자를 입수해 편지의 발췌본을 출판했다. 룀에 대한 혐의는 선거 포스터와 스티커까지 이르렀다. 이 작전은 히틀러나 나치 운동 전체만큼의 범위처럼 룀을 특정으로 하지 않았으며, 동성애에 찌들어있는 것처럼 비방하고 독일의 젊은이들이 도덕적으로 위험에 처해 있다고 시사하였다.

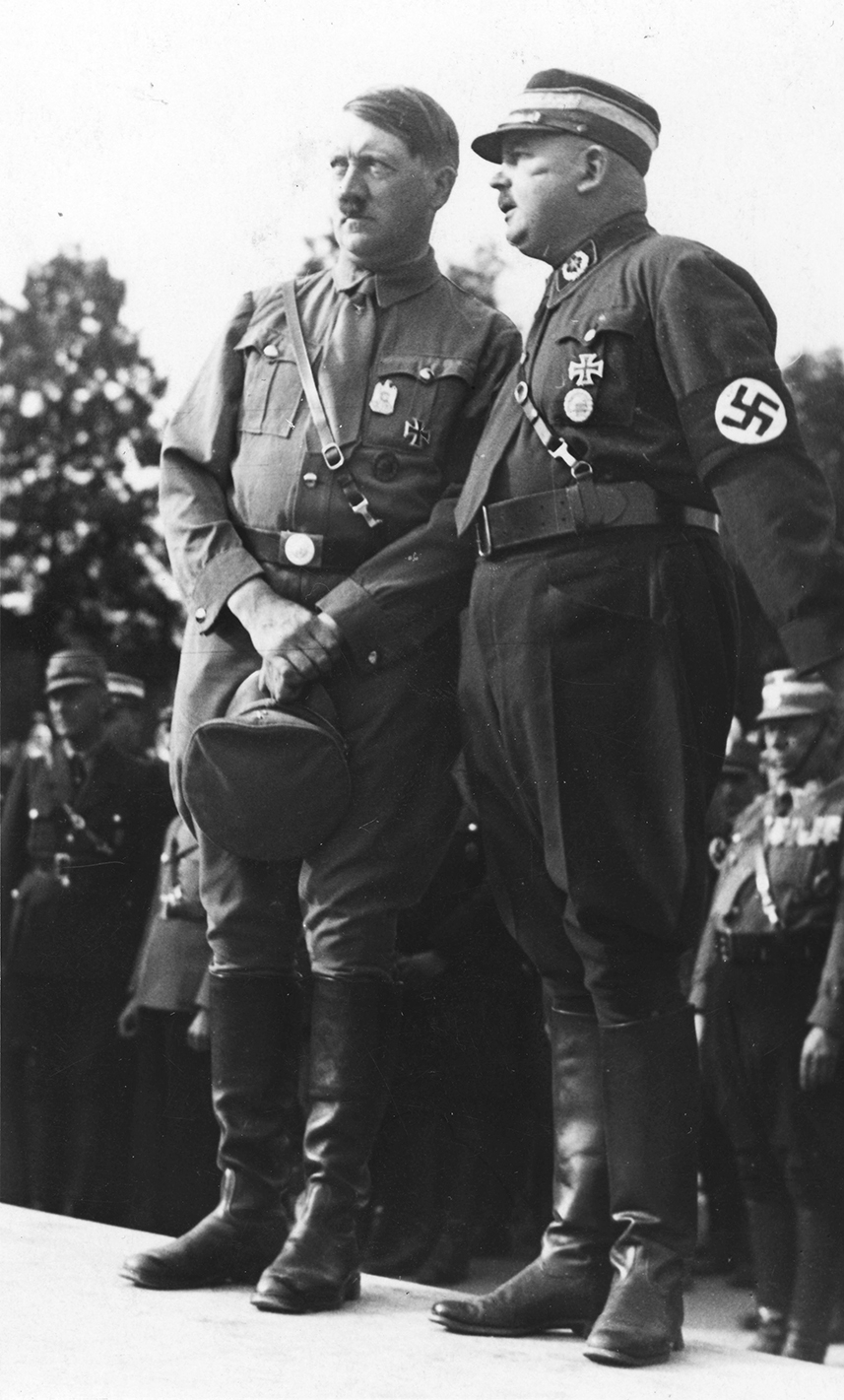
1933년 뉘른베르크 전당대회에서의 히틀러와 룀의 모습

4월 6일, 제2차 대통령 선거를 나흘 앞둔 히틀러는 룀을 두둔하면서 룀을 돌격대의 참모장 직에 계속 있도록 하겠다고 선언했다. 룀은 후 나치 독일의 프란츠 폰 회라우프에게 사임 의사를 밝혔지만 히틀러가 이를 거절하였다. 많은 나치당원들은 편견과 룀이 나치가 정치적 권력을 얻을 기휘를 해칠 것이라고 생각하였기 때문에 히틀러가 룀과 결별하지 않는 것에 놀랐다. 콘스탄틴 히를은 룀 스캔들이 "국가사회주의 운동의 힘과 순결성에 대한 대중의 믿을 깨뜨린 채 히틀러가 힌덴부르크에서 밀입국해야 했던 보수적 유권자들의 반발로 당에 피해가 갈 것을 우려하였다. 역사학자 앤드류 바커푸스는 히틀러가 가진 룀에 대한 개인적 애정 및 직업적 능력, 그리고 자신의 임명을 위한 방어적인 지지 등이 결합하여 룀을 지지하였다고 주장하였다.
1932년 3월, 발터 부흐는 나치당을 추문으로부터 보호하기 위해 전직 나치당원이었던 에밀 단차이젠을 룀 살해 모의 책임자로 임명하였다. 이 계획은 뮌헨에 위치한 브라운 하우스에서 룀을 포함해 두 모울린에카르트, 그리고 룀의 공보 담당관이었던 게오르그 벨을 살해한 뒤 공산당에게 죄를 뒤집어 씌우는 것이었다. 단차이젠은 실업자였던 카를 호른을 암살자로 고용했지만, 호른은 계획이 실패했다고 말하였다. 룀은 히틀러와 하인리히 힘러에게 해당 사실을 알렸고, 두 모울린에카르트와 카예탄 그라프 폰 스프레티는 뮌헨 경찰서에 신고하였다. 이 암살 시도는 4월 8일 뮌헤너 포스트가 보도하며 대중에게 알려졌다. 부흐가 아니라 단차이젠은 나치당의 음모에 가담한 혐의로 재판을 받고 유죄를 선고받았으며, 1932년 말 나치당에 대해 부정적인 보도를 추가적으로 하였다.
대부분의 언론이 1932년 5월까지는 스캔들에 대해 보도를 하지 않았지만, 마르회퍼는 스캔들에 대한 지식이 그 이전에 이미 널리 퍼져 있었다고 책을 썼다. 스캔들은 나치당에게 불쾌감을 안겨주었지만, 선거에는 영향을 끼치지 않았다. 결과적으로는 힌덴부르크가 2차 투표에서 승리했지만, 히틀러는 37%의 표를 얻었다. 역사학자 래리 유진 존스는 "최소한 룀에 대한 폭로는 히틀러의 캠페인에 있어 달갑지 않은 방해였다. 최악의 경우에는 히틀러가 국가 주석의 높은 직위에 앉을 수 있는가에 대한 신빙성을 손상시켰다고 말하였다. 3월 4일, 프로이센의 총리 오토 브라운은 하인리히 브뤼닝에게 힌덴부르크에게 룀과 하임조트의 편지를 보내달라고 요청했다. 힌덴부르크는 개인적으로 독일 제국에서 룀의 처지에 있는 남성이 자신을 쏠 수 있는 권총을 받았을 것이라고 개인적으로 이야기했다. 이 스캔들로 인해 힌덴부르크는 8월 13일 룀과 프리크가 참석한 회담에서 히틀러를 총리로 임명하는 것이 더 어려워졌다. 힌덴부르크는 룀을 만나 "힌테를라더(독일어: Hinterlader, 게이의 멸칭)와 악수하는 것"이 역겹다고 생각하였다.

### 헬무트 클로츠 폭행 사건 (1932년 5월)

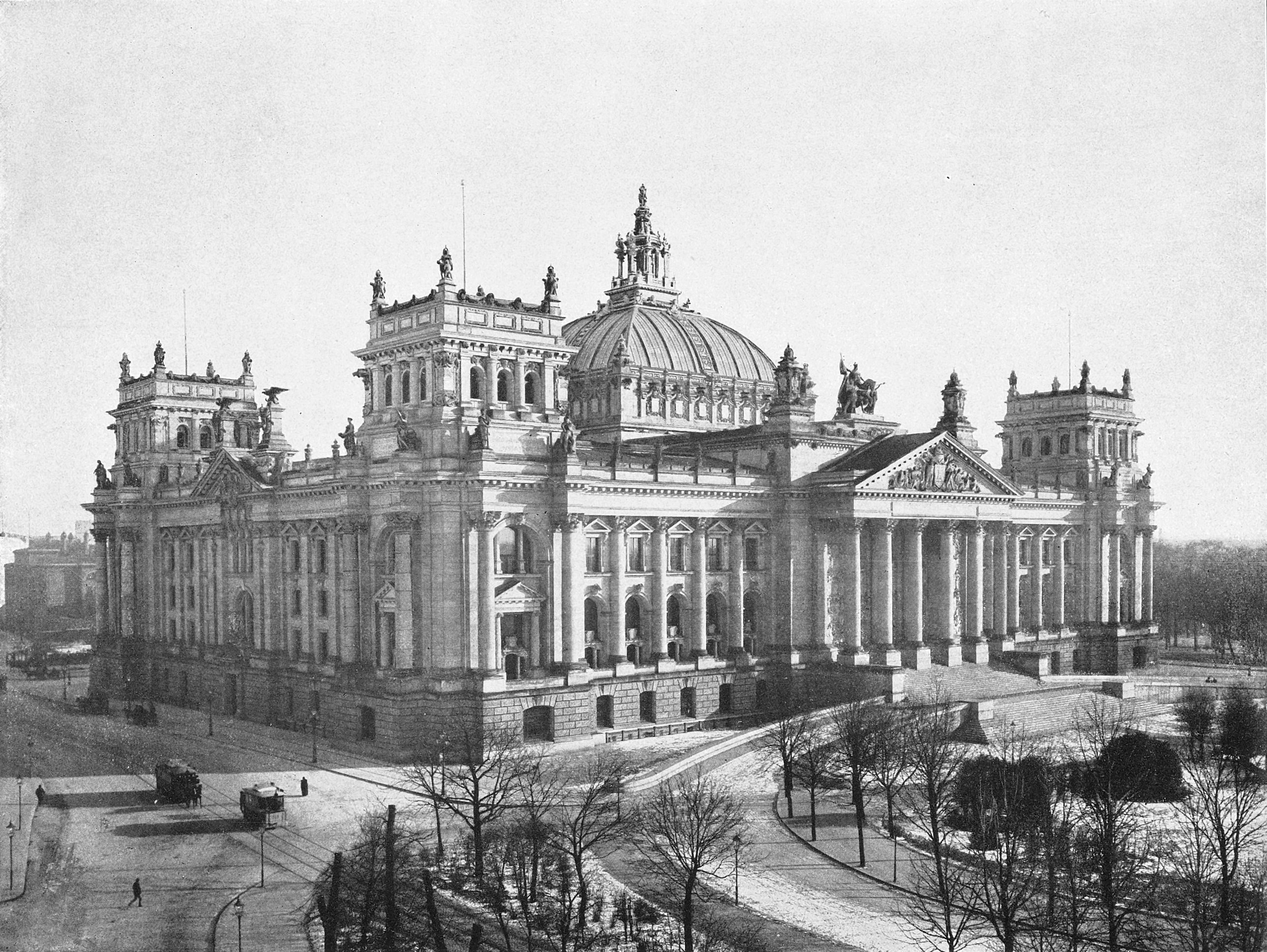
1900년 경의 국가의회 의사당의 사진

1932년 5월 12일 클로츠는 독일 사민당의 당수 오토 벨스를 만나기 위해 국가의회 의사당에 있는 카페를 갔다. 벨스가 투표를 위해 클로츠를 부른 후 클로츠는 하이네스에게 인정을 받았고, 하이네스는 나치 대표들과 함께 카페에 들어갔다. 하이네스는 "당신이 소책자를 배포한 불량배구나!"라고 소리를 지르며 뺨을 때렸다. 이무 나치는 주먹과 의자로 공격했지만 웨이터와 다른 대리인이 개입하자 도망쳤다. 두 명의 경찰이 현장에 나타난 뒤 클로츠가 공격자의 신원을 확인할 수 있도록 밖으로 호송해도 되겠냐고 물었고, 클로츠는 이에 동의했지만, 카페 밖에 나갔을 때 수십 명의 나치 지지자들이 클로츠를 공격했다. 많은 목격자들이 누군가가 "내가 그를 때려 죽일 거야"라고 외치는 것을 들었다고 밝혔다. 누군가는 크로츠의 부인에게 전화를 걸어 "그의 뼈를 가지러 의사당에 오라"라고 말했다고 이야기했다.
공격 당시 의회가 개회 중이었기 때문에 의회 의장이었던 파울 뢰베는 클로츠를 공격한 하이네스, 한스 크라우제, 프리츠 바이첼, 빌헬름 슈테크만에 30일 활동 정지를 명령했다. 뢰베는 질서를 회복하고 떠나기를 거부했던 4명의 나치 지지자를 체포하기 위해 경찰을 불렀다고 발표했다. 이 소식에 107명의 나치당원들이 "히틀러 만세"(독일어: Heil Hitler!)를 외쳤고, 베른하르트 바이스 휘하의 수십 명의 경찰들이 총회에 들어섰다. 하지만 유대인이었던 베른하르트를 향해 반유대주의적인 비방을 외쳤다. 경찰은 체포하려고 했던 나치 지지자들을 식별하는데 어려움을 겪었지만 결국 모두 체포했다. 이어진 혼란으로 뢰베는 총회를 중단해야 했다. 총회에서 나치당과 사민당 의원들 사이의 다툼은 가까스로 피했다. 결과적으로 1932년 7월 독일 국가의회 선거가 있기 전까지 독일 의회는 회의를 열지 않았다.
의회에서 일어난 사건과 그로 인해 열린 재판은 모두 전국적으로 발간되는 신문의 머리기사를 장식하였다. 5월 14일, 크라우제는 무죄 판결을 선고받았다. 판사는 나치 대표들이 클로츠와의 분쟁을 해결하기 위해 비폭력적 방법을 선택할 수 있었음에도 민주주의의 성지인 국가의회 의사당 건물에서 폭력 행위를 행사했다고 비판하였다. 또한 클로츠 공격으로 룀 스캔들은 독일 신문의 1면에 널리 보도됐다. 하지만 스캔들 자체는 7월 선거에 큰 영향을 미치지 않았다. 스캔들은 1933년 1월 11일 뮌헤너 포스트에 히틀러가 룀을 해임시킬 것이라는 추측이 실릴 때까지 사그라들지 않았다.

## 언론의 반응
나치 언론은 대부분 스캔들에 대해 무시하였고, 룀에 대한 비특정적 주장을 부인하며 스캔들이 사회주의자나 유대인이 조작한 것이라고 주장하기도 했다. 또한 볼리비아에서의 룀의 활동을 과장하여 룀이 볼리미아 육군 참모총장직을 제안받았다고 허언하였다. 마르회퍼는 "독일이 아닌 타국에서 1930년대 제도권 언론이 자제력을 가진 유력 정치인에 대한 동성애 스캔들에 반응하는 것은 상상조차 하기 어렵다"라며 확신에 차 있는 반(反)나치 세력도 나치당을 공격하기 위해 룀의 성적인 면을 이용하지 않았다고 언급하였고, 이는 동성애 운동으로 인해 독일인들에게 개인적인 성적인 면은 관심사가 아니라는 인식을 심어주었기 때문이라고 주장하였다. 그럼에도 동성애 해방에 반대하는 일부 보수주의자 및 나치 동조자들은 룀의 성적인 면을 대중의 관심사가 아닌 문제로 묘사하였으며, 마르회퍼는 이에 대하여 동성애가 반드시 공적인 생활에서의 추방이 수반되지 않는다는 것을 인정하는 표시라고 표현했다. 하지만 마르회퍼는 말을 이으며 "룀의 성에 대한 공개적이고도 설득력 있는 주장들은 나치가 도덕적 쇄신 정당으로서 선거운동을 하는 것을 어렵게 만들었다"고 썼다.
클로츠 공격 이후 언론은 나치의 폭력적인 성향, 법의 지배(독일어: Rechtsstaat)에 반하는 주먹의 지배(독일어: Faustrecht), 민주주의에 대한 반감 등의 메시지를 주도 보도하였다. 룀의 동성애는 2차적 또는 3차적 중요성의 문제였다. 이는 극좌파인 사민당과 극우파인 독일 국가인민당의 문제였다. 많은 보수주의자 및 자유주의자는 클로츠가 룀의 성적 문제를 제기한 것을 비난하였다. 상당수의 우익 신문들이 민주주의를 적대시하고 클로츠에 대한 공격을 정당화하였지만, 다른 신문들은 자신들이 본 나치의 폭력성에 불안해하였다. 친(親)나치 성향의 신문이었던 베를리너 로칼-안차이거는 클로츠의 소책자를 비판하면서도 "특히 국가의회 의사당의 건물은 일련의 언어적 폭력 같은 걸로 복수를 하는 적절한 장소가 아니다"라고 덧붙였다. 극우 성향의 에리히 루덴도르프는 "루덴도르프 장군이 말한다: 이 갈색 늪에서 나가자!"라는 이름의 글에서 룀을 지지한다는 이유로 히틀러를 비난하였다. 제목에 쓰인 갈색 늪은 동성애자들을 늪에 빠뜨리던 고대 독일의 관습을 의미하였다. 루덴도르프의 글은 좌파 언론에 호의적으로 보도되었다.
사민당의 보도는 주로 동성애 혐오에 호소하며 나치즘의 명예를 훼손하고 동성애가 나치당에 내재되어 있는 것으로 묘사하는 것이 일반적이었다. 예컨대 신문 포르베르츠는 나치 용어를 사용하며 "건강한 대중의 감정"을 호소하였으며, 히틀러 청년단이나 돌격대에 들어간 소년이나 청년이 동성애 약탈의 위험에 처해 있다고 언급하였다. 반파시스트 신문들은 나치의 동성애 주장을 폭력과 살인과 동일시하거나 엮었다. 1932년 10월, 함부르크 에호는 돌격대 무고한 젊은이들을 동성애, 급진적 정치, 군국주의로 유혹했다고 전하며 자시니 동성애자 진보 세력의 대상임을 깨닫지 못하는 젊은 돌격대원으로서의 관점에서 풍자 편지를 신문에 실었다. 공산당은 하임조트의 편지 출판을 거부하였지만, 스캔들이 터진 후에는 일관성이 없는 반응을 보였다. 공산당 신문인 벨트 암 아벤트는 룀이 자신의 지위를 남용해 경제적으로 취약한 노동자들을 착취하였다고 주장했다. 디 로테 파네는 나치당이 동성애의 번식지이며, 룀은 청소년들의 지도자로는 적합하지 않다고 비판하였다. 오직 소수의 좌파 언론만이 아웃팅을 비판하였다. 디 벨트뷔네에 글을 쓴 쿠르트 투홀슈키가 대표적으로 쿠르트는 "우리는 할 수 있는 한 불명예스러운 형법 175조를 반대한다. 그러므로 우리는 동성애자라는 이유로 사회에서 한 남자를 추방하고 싶어하는 단체에 가입해서는 안된다"고 언급했다.
좌파 언론과 대조적으로 동성애 운동가들은 나치당의 위선을 강조하였다. 인권 연맹이나 과학-인도주의 위원회와 같은 동성애 단체들은 나치즘에 반대하였지만, 동시에 룀의 사생활이 사생활로 유지되어야 한다고 이야기하면서 나치를 비난하였다. 과학-인도주의 위원회와 인권 연맹의 리더였던 프리드리히 라츠추바이트는 사민당이 나치당을 공격하기 위해 동성애 혐오를 이용한다고 비판했다. 과학-인도주의 위원회의 대부분이 유대인이나 좌파였기에 나치즘의 생존 위협을 이해하고 있었지만, 그래도 그들은 아웃팅을 전술로 사용하는 것에 반대를 하였다. 라츠추바이트는 나치의 분쟁이 동성애자라기보다는 유대인들과의 분쟁이라고 썼으며, 룀의 정치적 생존은 나치가 곧 형법 175조에 대한 지지를 철회할 것임을 시사한다고 이야기하였다. 양성애자 운동가 아돌프 브랜트는 "누군가가 타인의 친밀한 애정 접촉을 가장 해로운 방식으로 통제하고 싶을 때—그 순간 자신의 애정생활 또한 사적인 문제가 되지 않게 된다"고 주장하였다. 또한 브랜트는 동성애자 돌격대 남성들이 "자기들을 죽일 교수형 집행자의 끈을 주머니에 넣고 다닌다"며 경고를 하였다. 1933년 말 출간된 회고록에 룀은 스캔들에 대해 "대규모의 도덕적 캠패인 (중략) 그 파렴치함과 비열함에 유례가 없다"고 적었다.

## 이후 및 영향
룀은 자신의 동성애 사실이 폭로되면서 결과적으로 당내에 훨씬 더 많은 적을 만들어냈고, 점점 고립되어 갔다. 1932년, 룀은 쿠르트 뤼데케에게 "내 지위가 너무 불안정하다. 너무 급해져서는 안되지만 (중략) 나는 내 일을 고수하고 그를 따르며 최대한의 충성을 다하는 것 밖에 없다—내게 남은 건 아무것도 없다."고 발언하였다. 1933년 4월, 히틀러의 보수층 지지자 중 한 명이자 국가은행 총재였던 얄마르 샤흐트는 룀과 그의 "동성애자 집단"에 개탄을 표하였다. 1933년 12월 룀은 히틀러 내각에서 무임소장관으로 임명되었고, 힌덴부르크가 마지못해 승인하였으며, 역사가 미하엘 슈바르츠는 룀이 "독일 정부에 발을 담그기 전 동성애자인 것이 공개된 아마 최초의 사람"이 되었다고 표현하였다. 다른 바이마르 정당은 지도부에 동성애자를 두지 않았다. 1934년 슐츠는 바이마르 공화국의 다른 정당들은 1시간 이내에 룀을 제거했을 것이라 생각하였다. 마르회퍼는 룀이 이 스캔들의 결과로 "세계 최초의 공개 게이 정치인"이 되었다고 표현했다. 나치는 룀과 다른 몇몇 동성애자들이 도움이 되는 한 일시적으로 용인할 생각은 있었지만, 당 나체에서는 이를 일반적인 원칙으로 채택하거나 동성애에 대해 다른 견해로 바꾸지는 않았다.

### 동성애-나치 편견
룀 스캔들은 나치가 동성애자들에 의해 지배되고 있다는 잘못된 생각에 부채질을 하며 1930년대 좌파의 선전에서 되풀이되는 주제가 되었다. 스캔들의 여파로 좌익의 준군사조직들은 "섹시한 룀"(독일어: Geil Röhm), "게이 만세"(독일어: Schwul Heil) 또는 "돌격대, 허를 찔리다!"(독일어: SA, Hose runter!) 등을 외치며 돌격대를 조롱하기 시작하였고, 항상 싸움의 시작점이 되었다. 반나치 세력의 농담 중에는 이상적인 독일인을 표현할 때 "히틀러와 같은 금발에, 괴벨스같이 크고, 괴링만큼 날씬하며, 룀만큼 순수하다"라는 말을 쓰며 룀의 동성애를 암시하였다. 1934년 작성된 조파데 보고서에서는 많은 독일인들이 1933년 이전에 룀 스캔들에 대해 이미 알고 있었고, 이가 사민당과 관련되어 있다고 언급했다.
공산당의 정치인 빌리 뮌첸베르크가 아이디어를 내서 세계적으로 많이 팔린 《The Brown Book of the Reichstag Fire and Hitler Terror》(1933)에서는 1933년 초 오스트리아에서 살해된 조수 벨이 포주가 되어 룀을 위해 의사당 방화범인 마리뉘스 판데르뤼버를 매수했다고 주장하였다. 책에서는 하이네스가 이끄는 동성애자 돌격대 집단이 의사당에 불을 질렀다고 주장하였고, 판데르뤼버는 애정에 대한 절박함 때문에 유일한 책임자로서 비난을 받아들이기로 동의했으며, 은폐를 위해 벨은 살해당했다고 써 있었다. 이러한 주장에는 증거가 없었고, 하이네스는 방화 당시 수백 킬로미터 떨어진 곳에 있었다. 바커푸스는 의사당 방화 음모는 "나치의 호전적 민족주의 정치 중심은 퇴폐적인 동성애자 범죄자들의 사악한 음모에 있다"는 기존 신념 때문에 반파시스트들에게 호소가 되었다고 언급하였다. 1933년, 룀과 다른 동성애자 나치당원들을 둘러싼 지속적인 스캔들은 소련에서 동성애를 범죄로 지정하게 된 이유 중 하나가 되었다. 소련의 작가 막심 고리키는 "만약 당신이 모든 동성애자들의 뿌리를 뽑게 된다면, 파시즘은 사라질 것이다!"라고 말하였다.

### 룀의 숙청
1934년 중반, 히틀러가 룀 및 그와 가까웠던 정치적 동료들을 살해하는 장검의 밤 사건이 일어났다. 나치의 선전에서는 히틀러가 최근 룀의 동성애에 대해 밝혀냈으며, 이 살해는 돌격대의 쿠데타에 대한 방어였다고 주장하였다. 동성애자 남성을 배신 공모자로 보는 고정관념이 나치의 주장에 정당성을 부여하였다. 바커푸스는 "동성애에 대한 대중의 공황을 이용함으로써 히틀러와 나치 언론은 불법적 살인에 대한 지지를 얻었고, 억제되지 않은 국가의 폭력에 대한 추가적 토대를 마련하였다."고 이야기했다. 히틀러가 돌격대의 지도부를 살해한 이유로 인용한 모든 것을 이전에 알고 있었고 이를 용인하고 있었지만, 독일의 국민들은 히틀러와 나치의 설명을 받아들였다. 반파시스트들은 나치가 동성애를 숙청의 이유로 강조하였다는 것에 동조했고, 뮌헨베르크는 나치가 의사당 화재를 일으킨 증인을 제거하기 위해 돌격대 지도부를 살해했다고 주장하였다.
1934년 숙청은 나치 독일에서 동성애자들에 대한 조직적 박해의 시대를 열게 되었다. 힘러는 동성애자들이 국가를 탈취하는 것을 아슬아슬하게 피했다고 믿었다고 베르너 베스트는 전했다. 힘러는 나치 보안 기구를 통해 동성애 집단을 추적하고 근절키로 결심하였다. 1945년까지 나치 지도자들은 룀의 군대 개혁에 대한 행동은 호평하면서도 궁극적으로는 룀의 동성애로 생각들이 실행에 옮기지 못하였고 이것이 제2차 세계 대전의 패인이었다며 비난하였다. 괴벨스는 룀이 "동성애자이자 아나키스트가 아니었다면 (중략) 6월 30일, 돌격대 지도자 수백 명이 아닌 수백 명의 장군들이 총살되었을 가능성이 크다"고 주장하였다.
냉전 시기였던 1950년대 서독에서는 연방 법무부에서 룀의 사건을 "동성애 전복의 위험"의 예로 들면서 나치의 형법 175조의 개정 존속을 정당화하였고, 1994년까지 형법 175조는 폐지되지 않았다.

### 내용주
1. ↑  원문: "Hitler, heil, heil, heil. Heil Eulenburg!"

### 참조주
1. ↑  Whisnant 2016, 92쪽.
2. 1 2  Whisnant 2016, 206쪽.
3. ↑  Marhoefer 2015, 150쪽.
4. 1 2 3 4  Marhoefer 2015, 151쪽.
5. 1 2  Schwartz 2019, 166쪽.
6. 1 2 3 4  Marhoefer 2015, 153쪽.
7. 1 2 3  Hancock 1998, 628쪽.
8. 1 2 3 4  Hancock 1998, 631쪽.
9. 1 2  Marhoefer 2015, 150, 153쪽.
10. 1 2  Hancock 1998, 624–625쪽.
11. ↑  Schwartz 2019, 162–163쪽.
12. ↑  Hancock 1998, 623–624쪽.
13. ↑  Schwartz 2019, 167쪽.
14. ↑  Hancock 1998, 623쪽.
15. ↑  Zinn 2018, 246–247쪽.
16. 1 2  Hancock 1998, 634쪽.
17. ↑  Schwartz 2019, 166–167쪽.
18. 1 2  Hancock 1998, 625쪽.
19. ↑  zur Nieden 2005, 155쪽.
20. 1 2  Marhoefer 2015, 154쪽.
21. 1 2  Marhoefer, Laurie (2018년 6월 19일). “Queer Fascism and the End of Gay History”. 《NOTCHES》. 2021년 12월 28일에 원본 문서에서 보존된 문서. 2021년 12월 28일에 확인함.
22. ↑  Marhoefer 2015, 151, 154쪽.
23. ↑  Hancock 1998, 626쪽.
24. ↑  Marhoefer 2015, 151–152쪽.
25. ↑  Marhoefer 2015, 152쪽.
26. 1 2 3  Zinn 2018, 248쪽.
27. 1 2  Herzer 1995, 214쪽.
28. ↑  Wackerfuss 2015, 93–94쪽.
29. ↑  Wackerfuss 2015, 93–94, 185쪽.
30. ↑  Marhoefer 2015, 170쪽.
31. ↑  Hancock 1998, 624, 635쪽.
32. ↑  Schwartz 2019, 184쪽.
33. ↑  Oosterhuis 1995, 228쪽.
34. ↑  Whisnant 2016, 33쪽.
35. ↑  Tamagne 2007, 290쪽.
36. 1 2 3  Hancock 1998, 630쪽.
37. ↑  Dillon 2018, 390쪽.
38. 1 2 3  zur Nieden 2005, 173쪽.
39. 1 2  Göllnitz 2021, 226쪽.
40. ↑  Marhoefer 2015, 150–151쪽.
41. 1 2 3  Wackerfuss 2015, 175쪽.
42. 1 2 3  Marhoefer 2015, 155쪽.
43. 1 2 3 4  Zinn 2018, 247쪽.
44. ↑  Wackerfuss 2015, 175–176쪽.
45. ↑  Schwartz 2019, 163쪽.
46. 1 2 3  Schwartz 2019, 169쪽.
47. ↑  Schwartz 2019, 169–170쪽.
48. ↑  Wackerfuss 2015, 176쪽.
49. 1 2 3 4  Marhoefer 2015, 156쪽.
50. 1 2 3  zur Nieden 2005, 165쪽.
51. 1 2 3 4  Oosterhuis 1995, 230쪽.
52. ↑  Marhoefer 2015, 157, fn 64쪽.
53. 1 2  zur Nieden 2005, 169쪽.
54. 1 2 3 4  Marhoefer 2015, 157쪽.
55. ↑  Zinn 2007, 44쪽.
56. ↑  Oosterhuis 1995, 229쪽.
57. ↑  Zinn 2007, 45쪽.
58. ↑  Dillon 2018, 390–391쪽.
59. ↑  zur Nieden 2005, 166–167쪽.
60. ↑  Marhoefer 2015, 157–158쪽.
61. 1 2 3  Wackerfuss 2015, 180쪽.
62. 1 2 3  Marhoefer 2015, 158쪽.
63. 1 2  Tamagne 2007, 288쪽.
64. 1 2  Whisnant 2016, 207쪽.
65. 1 2 3  Wackerfuss 2015, 184쪽.
66. ↑  Schwartz 2019, 168쪽.
67. ↑  Göllnitz 2021, 227쪽.
68. ↑  Jones 2016, 297쪽.
69. 1 2  Marhoefer 2015, 158–159쪽.
70. 1 2  Hancock 1998, 629쪽.
71. ↑  Wackerfuss 2015, 183–184쪽.
72. 1 2 3 4 5  Marhoefer 2015, 159쪽.
73. ↑  zur Nieden 2005, 171쪽.
74. ↑  zur Nieden 2005, 172쪽.
75. ↑  Göllnitz 2021, 227–228쪽.
76. 1 2 3  zur Nieden 2005, 175쪽.
77. ↑  Jones 2016, 275쪽.
78. 1 2 3  Hancock 1998, 633쪽.
79. ↑  Göllnitz 2021, 228쪽.
80. 1 2  zur Nieden 2005, 174쪽.
81. ↑  Zinn 2007, 49쪽.
82. ↑  Zinn 2018, 250쪽.
83. 1 2  Dornheim 1998, 119쪽.
84. ↑  Dornheim 1998, 125쪽.
85. 1 2  Marhoefer 2015, 148쪽.
86. 1 2 3  Marhoefer 2015, 165쪽.
87. 1 2 3  Marhoefer 2015, 160쪽.
88. ↑  Jones 2016, 297–298쪽.
89. ↑  zur Nieden 2005, 172–173쪽.
90. ↑  Schwartz 2019, 182쪽.
91. ↑  Schwartz 2019, 171쪽.
92. ↑  Schwartz 2019, 182–183쪽.
93. 1 2  Angress 1998, 59쪽.
94. ↑  Marhoefer 2015, 146–147쪽.
95. 1 2  Dillon 2018, 391쪽.
96. ↑  “Reichstagsprotokolle,  1930/32,3”. 2022년 1월 12일에 원본 문서에서 보존된 문서. 2022년 1월 12일에 확인함.
97. ↑  Marhoefer 2015, 147쪽.
98. 1 2  Rott 2010, 89쪽.
99. ↑  Marhoefer 2015, 147–148쪽.
100. ↑  Schwartz 2019, 172쪽.
101. ↑  Austermann 2020, 149쪽.
102. ↑  Siemens 2017, 173쪽.
103. ↑  Döring 2001, 311쪽.
104. ↑  Marhoefer 2015, 167쪽.
105. ↑  Marhoefer 2015, 148, 163–164쪽.
106. ↑  Schwartz 2019, 172–173쪽.
107. 1 2  Oosterhuis 1995, 232쪽.
108. ↑  Hancock 1998, 629–630쪽.
109. ↑  Hancock 2012, 706쪽.
110. ↑  Marhoefer 2015, 148, 173쪽.
111. ↑  Marhoefer 2015, 161쪽.
112. ↑  Marhoefer 2015, 166–167쪽.
113. ↑  Marhoefer 2015, 168–169쪽.
114. ↑  Marhoefer 2015, 167–168쪽.
115. ↑  Marhoefer 2015, 168쪽.
116. 1 2  Wackerfuss 2015, 181쪽.
117. ↑  Oosterhuis 1995, 230–232쪽.
118. ↑  Wackerfuss 2015, 181–182쪽.
119. ↑  Schwartz 2019, 170–171쪽.
120. 1 2  Schwartz 2019, 170쪽.
121. ↑  Woods 2017, 198쪽.
122. ↑  Tamagne 2007, 289쪽.
123. ↑  Crouthamel 2011, 124쪽.
124. ↑  Marhoefer 2015, 171–172쪽.
125. ↑  Tamagne 2007, 80쪽.
126. ↑  Marhoefer 2015, 170–171쪽.
127. ↑  Brand 1992, 235쪽.
128. ↑  Wackerfuss 2015, 185쪽.
129. ↑  Schwartz 2019, 167–168쪽.
130. ↑  zur Nieden 2005, 148쪽.
131. ↑  Göllnitz 2021, 230쪽.
132. ↑  Siemens 2017, 160쪽.
133. ↑  Schwartz 2019, 160쪽.
134. ↑  Schwartz 2021, 185쪽.
135. ↑  Siemens 2017, 159쪽.
136. ↑  Hancock 1998, 617쪽.
137. ↑  Hancock 1998, 635쪽.
138. ↑  Knoll 2017, 227쪽.
139. ↑  Whisnant 2016, 208쪽.
140. ↑  Wackerfuss 2015, 182쪽.
141. ↑  Siemens 2017, 174쪽.
142. ↑  Schwartz 2019, 186쪽.
143. ↑  Marhoefer 2015, 166쪽.
144. ↑  Göllnitz 2021, 229쪽.
145. ↑  Rabinbach 2008, 110, 112쪽.
146. ↑  Wackerfuss 2015, 147–248쪽.
147. 1 2  Wackerfuss 2015, 248쪽.
148. ↑  Rabinbach 2008, 112쪽.
149. ↑  Schwartz 2019, 197쪽.
150. ↑  Schwartz 2019, 197–198쪽.
151. ↑  Wackerfuss 2015, 183쪽.
152. 1 2  Wackerfuss 2015, 301쪽.
153. ↑  Hancock 2011, 669, 679, 683쪽.
154. ↑  Siemens 2017, 172쪽.
155. ↑  Schwartz 2019, 173쪽.
156. ↑  Marhoefer 2015, 165–166쪽.
157. ↑  Schwartz 2019, 192쪽.
158. ↑  Wackerfuss 2015, 305쪽.
159. ↑  Wackerfuss 2015, 307쪽.
160. ↑  Schwartz 2021, 386쪽.
161. ↑  Schwartz 2019, 205쪽.
162. ↑  Schwartz 2019, 207–208쪽.
163. ↑  Woods 2017, 195쪽.
164. ↑  Schwartz 2019, 210쪽.
165. ↑  Whisnant 2016, 251쪽.

### 참고 자료

#### 서적
- Austermann, Philipp (2020). 《Der Weimarer Reichstag: Die schleichende Ausschaltung, Entmachtung und Zerstörung eines Parlaments》 [The Weimar Reichstag: The creeping elimination, disempowerment and destruction of a parliament] (독일어). Vandenhoeck & Ruprecht. ISBN 978-3-412-51986-5.
- Döring, Martin (2001). 《"Parlamentarischer Arm der Bewegung": die Nationalsozialisten im Reichstag der Weimarer Republik》 ["Parliamentary arm of the movement": the National Socialists in the Reichstag of the Weimar Republic] (독일어). Droste Verlag. ISBN 978-3-7700-5237-0.
- Dornheim, Andreas (1998). 《Röhms Mann fürs Ausland: Politik und Ermordung des SA-Agenten Georg Bell》 [Röhm's man for abroad: Politics and the murder of the SA agent Georg Bell] (독일어). LIT Verlag. ISBN 978-3-8258-3596-5.
- Jones, Larry Eugene (2016). 《Hitler versus Hindenburg: The 1932 Presidential Elections and the End of the Weimar Republic》 (영어). Cambridge University Press. ISBN 978-1-107-02261-4.
- Marhoefer, Laurie (2015). 《Sex and the Weimar Republic: German Homosexual Emancipation and the Rise of the Nazis》 (영어). University of Toronto Press. ISBN 978-1-4426-1957-9.
- Rott, Joachim (2010). 《"Ich gehe meinen Weg ungehindert geradeaus": Dr. Bernhard Weiß (1880–1951) Polizeivizepräsident in Berlin. Leben und Wirken》 (독일어). Frank & Timme. ISBN 978-3-86596-307-9.
- Schwartz, Michael (2019). 《Homosexuelle, Seilschaften, Verrat: Ein transnationales Stereotyp im 20. Jahrhundert》 [Homosexuals, Political Cliques, and Betrayal: A 20th Century Transnational Stereotype] (독일어). De Gruyter. ISBN 978-3-11-063650-5.
- Siemens, Daniel (2017). 《Stormtroopers: A New History of Hitler's Brownshirts》 (영어). Yale University Press. ISBN 978-0-300-23125-0.
- Tamagne, Florence (2007). 《A History of Homosexuality in Europe, Vol. I & II: Berlin, London, Paris 1919-1939》 (영어). Algora Publishing. ISBN 978-0-87586-357-3.
- Wackerfuss, Andrew (2015). 《Stormtrooper Families: Homosexuality and Community in the Early Nazi Movement》 (영어). Harrington Park Press. ISBN 978-1-939594-06-8.
- Whisnant, Clayton J. (2016). 《Queer Identities and Politics in Germany: A History, 1880–1945》 (영어). Columbia University Press. ISBN 978-1-939594-10-5.
- Woods, Gregory (2017). 《Homintern: How Gay Culture Liberated the Modern World》 (영어). Yale University Press. ISBN 978-0-300-23499-2.
- Zinn, Alexander (2007). 《Die soziale Konstruktion des homosexuellen Nationalsozialisten: zu Genese und Etablierung eines Stereotyps》 [The social construction of the homosexual Nazi: the genesis and establishment of a stereotype]. Cultpress. ISBN 978-3-631-30776-2.
- Zinn, Alexander (2018). 《Aus dem Volkskörper entfernt?: Homosexuelle Männer im Nationalsozialismus》 [Removed from the national body? Homosexual men under National Socialism] (독일어). Campus-Verlag. ISBN 978-3-593-50863-4.

#### 장
- Angress, Werner T. (1998). 〈Bernhard Weiß — A Jewish Public Servant in the Closing Years of the Weimar Republic〉. 《Jews in the Weimar Republic》 (영어). Mohr Siebeck. 49–63쪽. ISBN 978-3-16-146873-5.
- Dillon, Christopher (2018). 〈Masculinity, Political Culture, and the Rise of Nazism〉. 《The Palgrave Handbook of Masculinity and Political Culture in Europe》 (영어). Palgrave Macmillan UK. 379–402쪽. ISBN 978-1-137-58538-7.
- Göllnitz, Martin (2021). 〈Homophobie und Revolutionsangst. Die politische Dramaturgie des 30. Juni 1934〉 [Homophobia and fear of revolution. The political dramaturgy of June 30, 1934]. 《Revolution in Kiel – Revolutionsangst in der Geschichte》 [Revolution in Kiel – fear of revolution in history] (PDF). Kieler Schriften zur Regionalgeschichte: Band 8 (독일어). Wachholtz Verlag. 209–234쪽. 2022년 1월 16일에 원본 문서 (PDF)에서 보존된 문서. 2022년 1월 14일에 확인함.
- Knoll, Albert (2017). 〈'Es muß alles versucht werden, um dieses widernatürliche Laster auszurotten': Homosexuelle Häftlinge in den frühen Konzentrationslagern〉 ["Everything must be tried to eradicate this unnatural vice": Homosexual prisoners in the early concentration camps]. 《... der schrankenlosesten Willkür ausgeliefert: Häftlinge der frühen Konzentrationslager 1933-1936/37》 [... at the mercy of the most unrestrained arbitrariness: prisoners of the early concentration camps 1933-1936/37] (독일어). Campus Verlag. 221–246쪽. ISBN 978-3-593-50702-6.
- zur Nieden, Susanne (2005). 〈Aufstieg und Fall des virilen Männerhelden. Der Skandal um Ernst Röhm und seine Ermordung〉 [The rise and fall of the virile male hero. The Ernst Röhm scandal and his murder]. 《Homosexualität und Staatsräson. Männlichkeit, Homophobie und Politik in Deutschland 1900–1945》 [Homosexuality and raison d'état. Masculinity, homophobia and politics in Germany 1900–1945] (독일어). Campus Verlag. 147−192쪽. ISBN 978-3-593-37749-0.

#### 저널 기사
- Brand, Adolf (1992). “Political Criminals: A Word About the Röhm Case (1931)”. 《Journal of Homosexuality》 22 (1–2): 235–240. doi:10.1300/J082v22n01_26. PMID 1816298.
- Crouthamel, Jason (2011). “'Comradeship' and 'Friendship': Masculinity and Militarisation in Germany's Homosexual Emancipation Movement after the First World War”. 《Gender & History》 23 (1): 111–129. doi:10.1111/j.1468-0424.2010.01626.x.
- Hancock, Eleanor (1998). “'Only the Real, the True, the Masculine Held Its Value': Ernst Röhm, Masculinity, and Male Homosexuality”. 《Journal of the History of Sexuality》 8 (4): 616–641. ISSN 1043-4070. JSTOR 3840412. PMID 11620476.
- Hancock, Eleanor (2011). “The Purge of the SA Reconsidered: 'An Old Putschist Trick'?”. 《Central European History》 44 (4): 669–683. doi:10.1017/S0008938911000689. ISSN 0008-9389. JSTOR 41411643. S2CID 145365617.
- Hancock, Eleanor (2012). “Ernst Röhm versus General Hans Kundt in Bolivia, 1929–30? The Curious Incident”. 《Journal of Contemporary History》 47 (4): 691–708. doi:10.1177/0022009412451287.
- Herzer, Manfred (1995). “Communists, Social Democrats, and the Homosexual Movement in the Weimar Republic”. 《Journal of Homosexuality》 29 (2–3): 197–226. doi:10.1300/J082v29n02_08. PMID 8666755.
- Oosterhuis, Harry (1995). “The 'Jews' of the Antifascist Left: Homosexuality and the Socialist Resistance to Nazism”. 《Journal of Homosexuality》 29 (2–3): 227–257. doi:10.1300/J082v29n02_09. PMID 8666756.
- Rabinbach, Anson (2008). “Staging Antifascism: 'The Brown Book of the Reichstag Fire and Hitler Terror'”. 《New German Critique》 35 (103): 97–126. doi:10.1215/0094033X-2007-021. ISSN 0094-033X. JSTOR 27669222.
- Schwartz, Michael (2021). “Homosexuelle im modernen Deutschland: Eine Langzeitperspektive auf historische Transformationen” [Homosexuals in Modern Germany: A Long-Term Perspective on Historical Transformations]. 《Vierteljahrshefte für Zeitgeschichte》 (독일어) 69 (3): 377–414. doi:10.1515/vfzg-2021-0028.